# Энеди, Маркита Карловна
Маркита Карловна Энеди (1936, ныне Закарпатская область — ?) — украинская советская деятельница, бригадир валяльного цеха, начальник отдела Хустской фетрофильцевой фабрики Закарпатской области. Депутат Верховного Совета СССР 6-го созыва.

## Биография
Родилась в семье рабочего. Образование среднее.
В 1952—1958 годах — валяльщица Хустской фетрофильцевой фабрики головных уборов Закарпатской области.
Член КПСС с 1956 года.
С 1958 года — бригадир бригады коммунистического труда валяльного цеха, начальник отдела Хустской фетрофильцевой фабрики Закарпатской области.

## Награды
- орден Ленина
- орден Трудового Красного Знамени
- медали